# Metaleptyphantes machadoi
Metaleptyphantes machadoi là một loài nhện trong họ Linyphiidae.
Loài này thuộc chi Metaleptyphantes. Metaleptyphantes machadoi được George Hazelwood Locket miêu tả năm 1968.